# Golfslag
Golfslag is het resultaat van een golf die bij de kust of oever komt en daar zijn energie verliest. Dit kan gepaard gaan met afkalving en golfoploop.

## Golfslag en kust of oever
Als een golf, veroorzaakt door bijvoorbeeld de wind, scheepvaart of een aardbeving (tsunami) de oever of kust nadert zal de waterdiepte onder de golf afnemen. Dit kan abrupt doordat de golf tegen een klip of rif oploopt of geleidelijk doordat de golf tegen een helling oploopt. Het effect op de kust of oever van dit oplopen van een golf hangt af van de diepte van het water en de lengte van de golf. Als een golf breekt, dan zal hij omslaan en komt er energie vrij door wrijving met de bodem en de waterkant. Het breken van de golf bepaalt de mate van golfslag. Hoe eerder de golf breekt hoe minder het effect van de golfslag op de daadwerkelijke oever. De vooroever (de bodem onder water vlak voor oever) vangt de energie en daarmee de golfslag op (of in elk geval een deel daarvan). Bij een klip of rif behoudt de golf zijn energie en zal deze pas bij het klip of rif afgegeven worden.

## Breken van een golf
Het breken van een golf gebeurt als de hoogte meer wordt dan 1/7de van de lengte. Een golf van 7 meter lang kan dus nooit hoger zijn dan 1 meter. Verder breekt een golf in ondiep water branding. Bij een flauwe helling is de significante golfhoogte nooit meer dan de helft van de waterdiepte. Als een golf bij een ondiepte komt dan neemt de loopsnelheid van de golf af. De golf wordt hierdoor als het ware in elkaar gedrukt (de golflengte wordt kleiner). De energie in de golf blijft gelijk, en daarom moet de golf hoger worden. De golf zal dus gestimuleerd worden om te breken. Bij een lang voorland met een klein stijgingspercentage zal het effect van golven op de dijk of zeewering dus minimaal zijn terwijl bij een klif recht in zee de volledige golfenergie bij het klif gedissipeerd wordt.